# OpenBroadcaster
OpenBroadcaster é, um sistema de código aberto baseada na Web para executar transmissores de Radiodifusão comunitária e de transmissão de televisão com uma interface web simples.

## História
O conceito inicial foi desenvolver um sistema de rádio baseado na web para executar mensagens de emergência e anúncios de serviço público para exportação para a África como parte de um projeto de inovação do Yukon College proveniente do Canadá usando uma solução de rádio feito por Trevor Baylis.